# A két veronai nemes
A két veronai nemes, eredeti címén The Two Gentlemen of Verona William Shakespeare első vígjátékaként van számon tartva, bár mégsem a legsikeresebb darabjai között gondolnak rá általában.

## Bevezető
A színmű elragadó könnyedségével, derűjével és a Shakespeare legnépszerűbb komédiáiban is alkalmazott tévedés-motívumon, valamint az ifjú szerelmesek konfliktusain alapuló dramaturgiájával felhőtlen szórakozást tartogat minden korosztály számára. A két veronai nemes több jelenetének átdolgozott változata felfedezhető a későbbi, érett komédiákban. Manapság a kevésbé ismert Shakespeare-művek közé sorolják, megírása idején azonban hatalmas népszerűségnek örvendett. 
Shakespeare valószínűleg az 1590-es évek elején fejezte be színművét, azonban nyomtatásban csak az 1623-ban kiadott Első fólióban szerepelt először. Mind a darab stílusában, mind a drámaiságban fellelhetőek olyan kiforratlan elemek, amelyek arra engednek következtetni, hogy A két veronai nemes az első Shakespeare színdarabok között született.

## Keletkezése
A két veronai nemes megírásának pontos idejét még a kritikusok sem tudták megállapítani. Néhány irodalomtörténész úgy véli, hogy a mű megírása 1592-ben kezdődött s elhamarkodottan kicsit később, 1594-ben lett befejezve egy különleges előadás alkalmára. A kétlépéses megírási folyamat elmélete megmagyarázhatja Dárda és Morcos kiegészítő karaktereit, valamint az ellentmondásos utalásokat a milánói és veronai helyszínekre. Egy további példa, mely alátámasztja az elméletet, Szilvia édesapja, akit időnként fejedelemnek, máskor pedig császárnak hívnak.
Az első említés A két veronai nemesről Francis Meres 1598-ban megjelent Palladis Tamia című könyvében található.Ezzel ellentétben néhány színházi technika és téma jelenléte a színműben azt sugallja, hogy az több darabnak is az előfutára volt, mint például az Ahogy tetszik és Vízkereszt, vagy amit akartok. úgy vélik, hogy A két veronai nemes lehet Shakespeare első darabja.

## Szereplők/karakterek
Szabó Magda fordítása alapján
- A milánói herceg, Szilvia apja
- Valentin és Proteus, a két nemes
- Antonio, Proteus apja

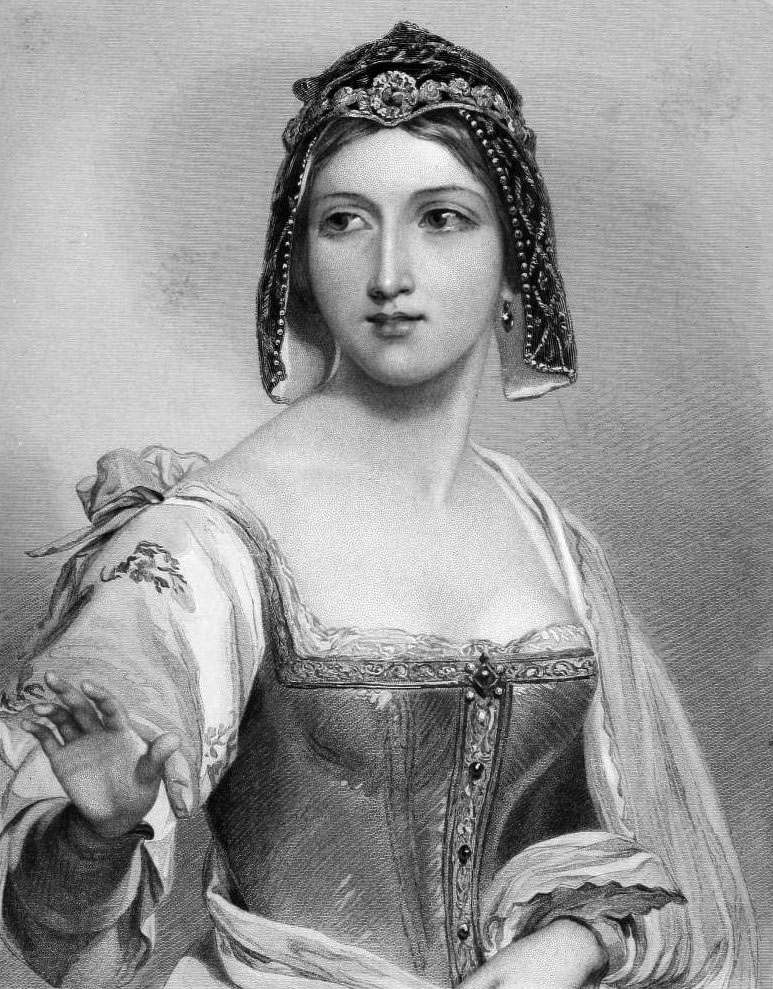
Charles Heath - Szilvia

- Thurio, Valentin ostoba vetélytársa
- Eglamour, Szilvia szövetségese
- Fogadós, akinél Júlia megszáll
- Rablók, Valentin társai
- Fürge, Valentin bolondos szolgája
- Dárdás, Proteus bolondos szolgája
- Panthino, Antonio szolgája
- Júlia, Proteus szerelmese
- Szilvia, Valentin szerelmese
- Lucetta, Júlia komornája
- Szolgák, zenészek

## Cselekmény

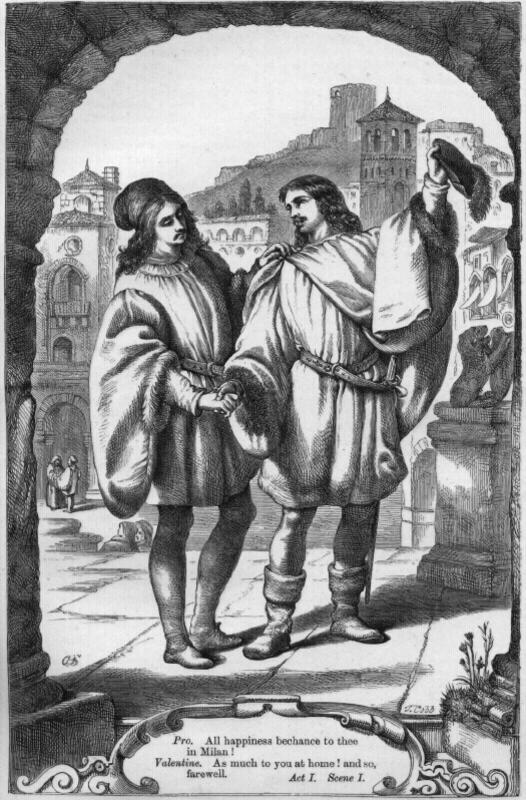
Valentin és Proteus

### Első felvonás
Veronai utcáin járunk, ahol a két ifjú jóbarát, Proteus és Valentin búcsúzkodnak egymástól. Valentin eleinte megpróbálja meggyőzni Proteust, hogy tartson vele Milánóba, azonban Proteust Veronához köti szerelme, Júlia. Miután Valentin elmegy, Proteus azon emészti magát, mi mindent adott fel Júliáért. Gondolataiból Valentin szolgája, Fürge ébreszti. Proteus faggatni kezdi a Júliának küldött szerelmeslevélről, amit Fürgével kézbesíttetett, azonban Fürge nem tud egyértelmű választ adni kérdéseire s azt sugallja, Júlia hűvösen fogadta Proteus levelét. Proteus Valentin után küldi Fürgét.
Júlia és Lucetta a szerelemről diskurálnak. Júlia azt kéri, hogy Lucetta válasszon a kérői közül, és Lucetta Proteust választja neki. Ezután bevallja, hogy Júliának tettette magát és így Fürge neki adta át Proteus levelét. Júlia idegességében széttépi a levelet és elküldi Lucettát, majd mikor egyedül marad, újra összerakja a levelet.
Eközben Antonio Panthino tanácsát kéri Proteus jövőjét illetően. A szolgáló azt javasolja Antonionak, hogy küldje Milánóba a fiút Valentin után, hogy világot lásson. Antonionak tetszik az ötlet, már másnap útnak indítaná fiát. Keresésére indul, hogy közölhesse a jó hírt; fiát egy levelet olvasva találja meg. A levél Júliától jött, aki viszonozza Proteus szerelmét és kész hozzámenni feleségül. Proteus nem meri elmondani apjának az igazat, azt mondja, hogy a levél Valentintől van, aki nagyon jól érzi magát Milánóban. Ennek hallatán Antonio még lelkesebb lesz utazását illetően. Proteus megbánja, hogy nem mondta el az igazat, de már nincs mit tenni.

### Második felvonás
Milánóban Fürge ugratja Valentint, aki szerelmes Szilviába. Valentin szerint Szilvia a leggyönyörűbb lány a világon, de Fürgét nem győzi meg: szerinte Valentin eszét elvette a szerelem. Eközben otthon Veronában Proteus és Júlia könnyes búcsút vesznek egymástól, majd gyűrűket cserélnek. Proteus megesküszik a Júliától kapott gyűrűre, hogy mielőbb visszatér hozzá.
A következő jelenet Proteus hajóútjával kezdődik, ahol szolgája arról panaszkodik, mennyire fájdalmas volt elválni családjától és vállalkozni az utazásra Milánóba. Eközben a városban Valentin és Thurio vitatkoznak Szilvia kegyein, hergelik egymást. Abbahagyják, amint a herceg belép és Proteusról érdeklődik. Valentin biztosítja Milánó fejedelmét, hogy Proteus nemes lelkű ember. Ekkor megérkezik Proteus. Bemutatják Szilviának, majd kettesben maradnak Valentinnel, aki bevallja neki, hogy szerelmes Szilviába. Beavatja Proteust a tervébe, mely szerint még aznap éjjel megszökteti Szilviát a szobájából. Proteus egyedül marad és bevallja a nézőknek, hogy amint meglátta Szilviát, ő is beleszeretett, és nem hagyhatja Valentint győzni.
Fürge és Dárda iszogatnak és uraik magánéletéről beszélgetnek. Eközben Proteus hosszasan tervezgeti, miként szerezhetné meg Szilviát és férkőzhetne a Milánói fejedelem kegyeibe. Úgy dönt, elárulja Valentin tervét, akit így száműzni fognak, majd a család által Szilviának kijelölt Thuriotól szabadul meg.
Otthon Veronában Júlia azt tervezi, hogy férfinek öltözve meglátogatja Proteust. Lucetta sikertelenül próbálja lebeszélni, ehelyett rá hárul a feladat, hogy megtervezze Júlia öltözékét. Úgy tűnik, közel sincs olyan jó véleménnyel Proteusról, mint Júlia.

### Harmadik felvonás
Proteus hozzálát terve megvalósításához: elárulja Valentin tervét Szilvia apjának, aki elismeri, hogy tudott a köztük lévő viszonyról, de álmában sem gondolta volna, hogy ilyen komoly az ügy. Proteus megkéri, hogy ne árulja el Valentinnak, kitől hallott a tervről. Valentint száműzik, Proteus pedig Thurio ellen kezd áskálódni. Dárda megjegyzi a közönségnek, hogy ura egy gazember.

### Negyedik felvonás
Valentin és Fürge a Milánó és Mantova közötti erdőben sétálgatnak, amikor összetalálkoznak egy csapat kitaszított nemessel. Valentin elmeséli nekik történetét, kissé kiszínezve a valóságot. A kitaszítottak le vannak nyűgözve, megválasztják vezetőjüknek.
Milánóban Proteus és Thurio Szilvia ablaka alatt találkoznak. Thurio és egy csapat zenész szerenádot adnak Szilviának, azonban Proteus meggyőzi Thuriot, hogy amint a dalnak vége, lépjen le. Thurio így is tesz, és mire Szilvia az ablakhoz jön, azt hiszi, Proteus szerenádozott neki. Mindeközben a Sebastiannak álcázott Júlia mindent lát és hall. Szilvia visszautasítja Proteust, mert Valentintől tudja, hogy Júlia várja otthon. Proteus azt mondja neki, hogy Júlia meghalt és kéri, adjon neki egy képet magáról. Júlia otthagyja őket.
Szilvia egy régi barát, Eglamour segítségét kéri, hogy elszökhessen Thurio és a kényszerházasság elől. Megbeszélik, hogy másnap útra kelnek és felkutatják Valentint.
A Sebastiannak álcázott Júlia Proteus mellé szegődik inasnak. Proteus utasítja, hogy vigyen el egy gyűrűt Szilviának – azt, amelyiket Júliától kapott és amire esküt tett. Júlia nehéz szívvel, de elmegy Szilviához. Ott kiderül, hogy Szilvia mennyire megveti Proteust. Júlia megköszöni neki, hogy együtt érez vele, amivel kis híján leleplezi magát.

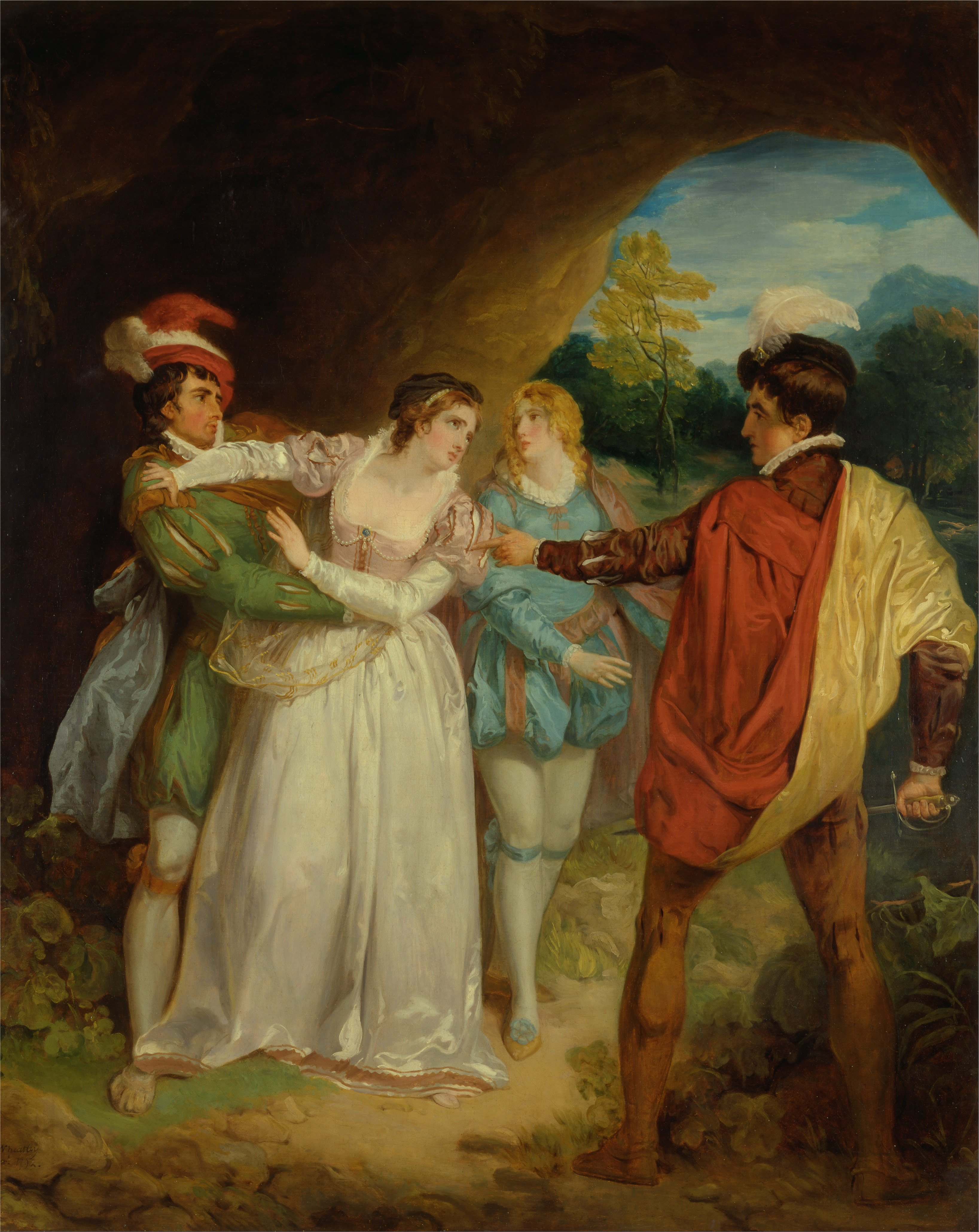
Francis Wheatley - Valentin megvédi Szilviát Proteustól

### Ötödik felvonás
Eglamour és Szilvia elindulnak útjukra. Proteus épp „Sebastiant” faggatja a gyűrűről, amikor Milánó fejedelme bejelenti, hogy lánya eltűnt. Elindulnak megkeresni Szilviát, hármójukhoz csatlakozik még Thurio is. Eközben Szilvia fogságba esik a kitaszítottaknál, Eglamour elmenekül és magára hagyja.
Valentin az erdőt járja, mikor zajokat hall. Elrejtőzik, majd nem sokkal később belép Proteus, „Sebastian” és Szilvia. Úgy tűnik, Proteus kiszabadította Szilviát a kitaszítottak markából, s cserébe szerelméért esedezik. Szilvia azt válaszolja, hogy inkább megvárta volna, amíg felfalja egy oroszlán, mint hogy Proteus mentse meg. Kijelenti, hogy csakis Valentint szereti és Proteusnak szégyellnie kellene magát, amiért így elárulta őt. Proteus dühében Szilviára támad, ám ekkor előbújik a fák közül Valentin és kérdőre vonja. Proteus bocsánatért könyörög, Valentin pedig megbocsát neki és felajánlja, hogy lemond Szilviáról. „Sebastian” elájul, majd mikor magához tér, előhuzakodik mindkét gyűrűvel; a sajátjával és a Proteustól kapottal is. Proteus kérdésére, hogy honnan szerezte meg a gyűrűjét, Júlia felfedi valódi kilétét. Proteus, amint meglátja őt, úgy dönt, mégiscsak ő a szebb, így lemond Szilviáról.
Megérkezik a fejedelem, a kitaszítottak és Thurio. Thurio kijelenti, hogy Szilviát neki ígérték, de Valentin megfenyegeti, hogy megöli, ha hozzáér. Thurio megijed és visszavonul, ami egyáltalán nem tetszik Szilvia apjának. Nemesnek és bátornak titulálja azonban Valentint, és áldását adja rájuk. A kitaszítottak visszatérhetnek Milánóba, ahol a két pár esküvője ugyanazon a napon lesz.

## Főbb témák

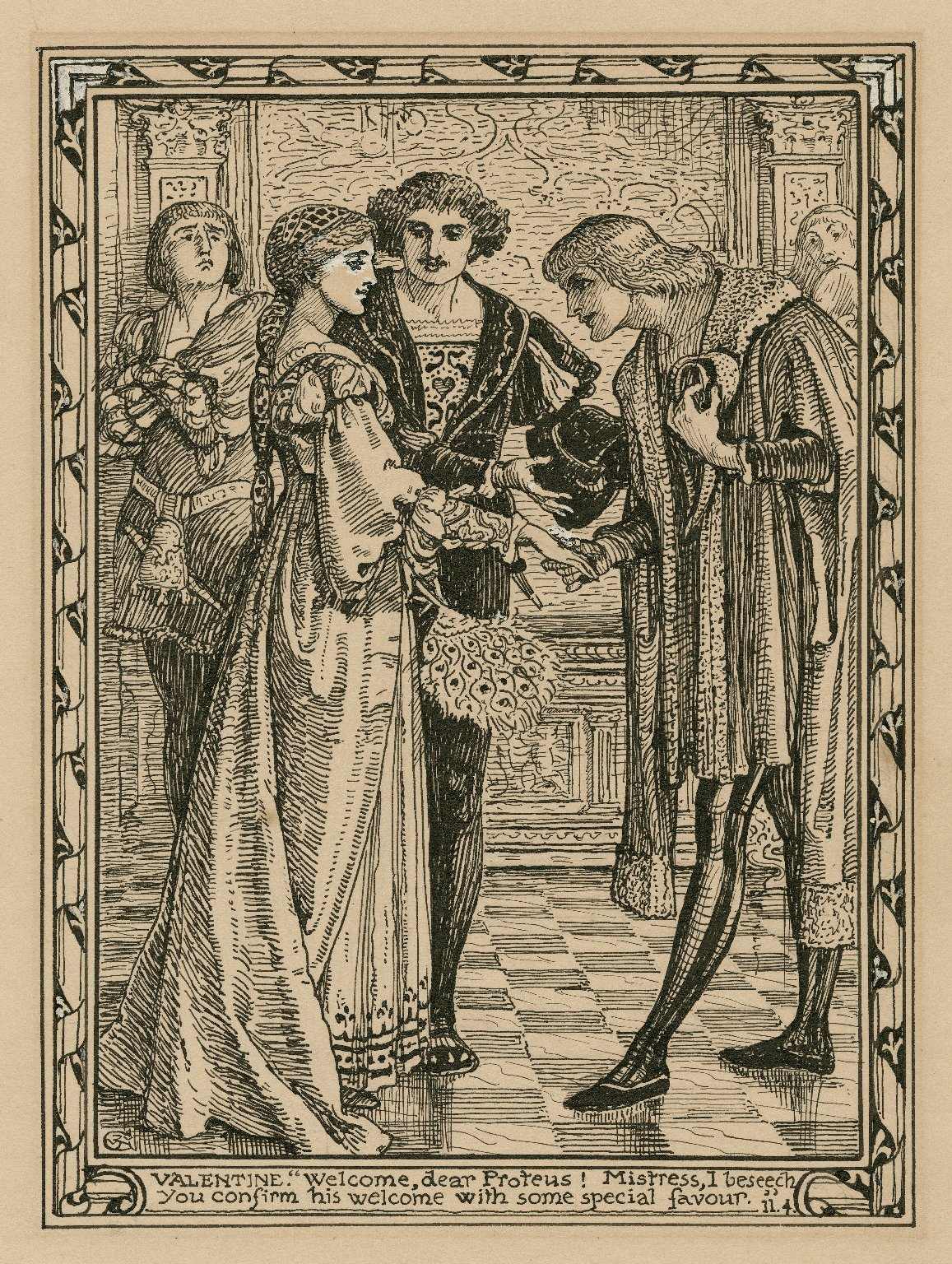
Késő XIX. századi kép; Üdvözlégy, Proteus!

### Szerelem és barátság
Annak ellenére, hogy a történet végén Valentin és Proteus barátsága megoldja a szerelmi konfliktusokat is, a darab hangsúlyosan kiélezi a szerelem és barátság viszonyát. Shakespeare egyedülálló módon közelítette meg az amúgy ismert témát - előtte már Lyly és Bacon is írtak hasonló műveket. Dárda, Fürge és Lucetta karakterein keresztül jobban megismerhetjük a főszereplőket is. A szolgálók gyakran rámutatnak társadalmi jelenségekre, konfliktusokra, amiket Proteus, Valentin és Júlia nem nevez nevén, de cselekedeteiket kétségkívül ezek a jelenségek motiválják. (Pl.: Lucetta mondja ki, hogy egy nő nem csalhatja meg a jövendőbeliét, míg egy férfira ez jellemző, így bizonyítja, hogy jobban érti a nemek közötti társadalmi különbségeket, mint Júlia.) A nemesi származású karakterek helyett szolgáik mondják ki őszintén, milyen társadalmi nyomásra cselekednek. Ahogy azt már megszokhattuk Shakespeare-nél, a társadalmi normák felszabadulnak, elvesznek az erdőben, ahol megjelenik többek között a homoszexualitás és lojalitás kapcsolata is.

## Magyar színházi előadások
Az Országos Színháztörténeti Múzeum és Intézet adattára alapján
| Premier    | Társulat                                     | Fordító                                     | Rendező                  |
| 1855.08.31 | Nemzeti Színház (Budapest)                   | Tóth József, Csepregi Lajos                 | Egressy Gábor            |
| 1866.12.18 | Kolozsvári Nemzeti Színház (Kolozsvár)       | Arany László                                | ?                        |
| 1966.11.26 | Universitas Együttes (Budapest)              | Szabó Magda                                 | Dobai Vilmos             |
| 1975.05.23 | Fővárosi Operettszínház (Budapest)           | Köröspataki Kiss Sándor, Sztevanovity Dusán | Vámos László             |
| 1976.12.23 | Szigligeti Színház (Szolnok)                 | Szabó Magda                                 | Valló Péter              |
| 1978.02.17 | Miskolci Nemzeti Színház (Miskolc)           | Szabó Magda                                 | Bor József               |
| 1985.11.01 | Arany János Színház (Budapest)               | Szabó Magda                                 | Korcsmáros György        |
| 1992.03.17 | Merlin Színház (Budapest)                    | Szabó Magda                                 | Lázár Kati, Jordán Tamás |
| 1993.12.17 | Színház-és Filmművészeti Főiskola (Budapest) | Köröspataki Kiss Sándor, Sztevanovity Dusán | Vámos László             |
| 2003.04.12 | Győri Nemzeti Színház (Győr)                 | Köröspataki Kiss Sándor, Sztevanovity Dusán | Korcsmáros György        |